# Andrei Sârbu
Andrei Sârbu (Chișinău, 6 dicembre 1950 – Chișinău, 14 aprile 2000) è stato un pittore rumeno che contribuì all'introduzione di un moderno approccio alla pittura nella Repubblica di Moldavia.
È conosciuto per i suoi lavori non-figurativi, serie di Pop Art e Fotorealismo.

## Biografia
Fra il 1963 e il 1966 Andrei Sarbu studiò alla Scuola d'Arte A.V. Sciusev, poi tre anni di studio al 'Valentin Serov' College a San Pietroburgo. A causa di difficoltà materiali venne costretto ad abbandonare i suoi studi. Ciò nonostante, il soggiorno dell'artista a San Pietroburgo gli diede l'opportunità di familiarizzare con un più ampio contesto di arte moderna. Sarbu perseguì i suoi studi a Tallin dal 1966 al 1968, seguiti dalla sua attività nell'officina del rinomato pittore Mihail Grecu.

## Lavori
Nel 1968 Andrei Sarbu esibì il "Geranio dalla casa dei genitori" al Museo Nazionale d'Arte a Chisinau e cominciò a lavorare come designer e pittore di scenari teatrali al teatro "Luceafarul" a Chisinau.
Negli anni '70, Sarbu abbraccia la tecnica del collage, che può essere vista in lavori come "Clock-1" e "Clock-2". L'opera "Projection" (1976–77) è un vivido esempio dell'uso dell'artista del linguaggio pittorico della Pop Art. Elementi come la pellicola cinematografica, girasoli e mele cotogne divennero i suoi marchi di fabbrica e furono minuziosamente associati con le sue nature morte.
La serie "Reflexes" (1987–89) sono molto rappresentativi della maturità artistica di Andrei Sarbu. L'uso successivo dell'artista del linguaggio pittorico della Op-Art, mostra l'influenza del pittore francese Victor Vasarely.
Tramite gli impegni di Marat Ghelman, Andrei Sarbu poté esibire i suoi lavori in gallerie d'arte a Mosca. L'influenza dell'Espressionismo Astratto, del Suprematismo e del De Stijl può essere identificata nel suo lavoro in questo periodo.
Negli anni '90, Andrei Sarbu spostò la sua attenzione sulla storia della sua terra nativa attraverso le serie di dipinti "Archeologia" e il progetto "Archeo" sponsirizzato dalla Soros Foundation Moldova. Temi tradizionali trovarono un'espressione pittorica moderna in queste serie. Nel 1999 Andrei Sarbu venne premiato con una borsa di studio per l'eccellenza dalla stessa istituzione.
Il deteriorarsi della salute dell'artista gli impedirono di organizzare un'esibizione intitolata "Anno-Timpuri", che fu presentata al pubblico dalla moglie, Antonina Sarbu. Andrei Sarbu morì il 14 aprile 2000 a Chisinau.
Durante la sua carriera artistica, Andrei Sarbu preferì dipingere paesaggi, nature morte e composizioni non-figurative. Opere da serie come "Mele cotogne", "Mele" e "Girasole" mostrano la preferenza dell'artista per questi temi.
Andrei Sarbu è uno dei pochi irremovibili artisti della Repubblica di Moldavia che si rifiutò di collaborare con il regime totalitario sovietico. Nonostante l'incorruttibilità abbia profondamente marcato la sua condizione umana, gli ha portato riconoscimento da parte dei suoi colleghi. Egli è senza dubbio uno dei più apprezzati artisti moderni della Moldavia.